# 카프리초
《카프리초》(스페인어: Capricho)은 1993년 방영된 멕시코의 텔레노벨라이다.